# 11. vlada Republike Slovenije
11. vlada Republike Slovenije je bila vlada Republike Slovenije pod vodstvom Alenke Bratušek, ki je nastopila mandat 20. marca 2013. Poleg stranke Pozitivna Slovenija (PS), prvouvrščene na državnozborskih volitvah 4. decembra 2011, so v njej sodelovali še Socialni demokrati (SD), Državljanska lista (DL) in Demokratična stranka upokojencev Slovenije (DeSUS). 
27. februarja 2013 je bila predhodni vladi Janeza Janše izglasovana konstruktivna nezaupnica, hkrati s tem je Alenka Bratušek pridobila mandat za sestavo nove vlade. Državni zbor je novo vlado potrdil 20. marca, s čimer je Bratuškova postala prva ženska na tem položaju v zgodovini Slovenije.
Sestavljanje nove vlade je potekalo v naglici, v obdobju vsesplošne politične krize v Sloveniji, ki jo je zaznamovala tudi serija množičnih protestov proti finančnim in političnim elitam. Največ skepticizma je bilo deležno iskanje novega finančnega ministra; za položaj vodje enega najpomembnejših vladnih resorjev je bilo predlaganih skoraj dvajset kandidatov, preden ga je tik pred iztekom roka za predlaganje kandidatov sprejel Uroš Čufer. Čufer je poleg tega veljal za spornega, ker je pred imenovanjem zasedal enega vodilnih položajev v največji državni banki NLB, ki se je po izbruhu finančne krize zaradi tveganih poslovnih odločitev znašla v hudih finančnih težavah, čeprav njegova vloga v njih ni bila pojasnjena. Drug sporni kandidat je bil Igor Maher, ki se je v postopku potrjevanja zapletel s pojasnjevanjem statusa nepremičnin v njegovi lasti. Pet dni po imenovanju za ministra za infrastrukturo in prostor je zato odstopil, s čimer je postal minister z najkrajšim mandatom v samostojni Sloveniji.
11. vlada Republike Slovenije je delovala v za Slovenijo izredno nestabilnem času z najrazličnejšimi spremembami v politiki, gospodarstvu in v vsakdanjem življenju. Za delovanje vlade v prvem letu so bile značilne stagnacija gospodarstva, menjave ministrov, interpelacije, ipd.  5. maja 2014 je predsednica vlade Alenka Bratušek sporočila, da odstopa z mesta premierke. Odstopu je botrovala njena neizvolitev na mesto predsednice Pozitivne Slovenije, ki jo je ponovno prevzel Zoran Janković. Vlada je tekoče posle opravljala do 13. julija 2014. Nasledila jo je 12. vlada Republike Slovenije pod vodstvom Mira Cerarja (SMC).

## Položaji v vladi
| Služba                                                             | Položaj                   | Ime                   | Slika | Trajanje mandata                 | Stranka |
| ------------------------------------------------------------------ | ------------------------- | --------------------- | ----- | -------------------------------- | ------- |
| Vlada Republike Slovenije                                          | Predsednica               | Alenka Bratušek       |       | 20. marec 2013–13. julij 2014    | PS      |
| Ministrstvo za finance                                             | Minister                  | Uroš Čufer            |       | 20. marec 2013–13. julij 2014    | PS      |
| Ministrstvo za notranje zadeve in javno upravo                     | Minister                  | Gregor Virant         |       | 20. marec 2013–13. julij 2014    | DL      |
| Ministrstvo za zunanje zadeve                                      | Minister                  | Karl Erjavec          |       | 20. marec 2013–13. julij 2014    | DeSUS   |
| Ministrstvo za pravosodje                                          | Minister                  | Senko Pličanič        |       | 20. marec 2013–13. julij 2014    | DL      |
| Ministrstvo za delo, družino, socialne zadeve in enake možnosti    | Ministrica                | Anja Kopač Mrak       |       | 20. marec 2013–13. julij 2014    | SD      |
| Ministrstvo za gospodarski razvoj in tehnologijo                   | Minister                  | Stanko Stepišnik      |       | 20. marec 2013–19. november 2013 | PS      |
| Ministrstvo za kmetijstvo in okolje                                | Minister                  | Dejan Židan           |       | 20. marec 2013–13. julij 2014    | SD      |
| Ministrstvo za infrastrukturo in prostor                           | Minister                  | Igor Maher            |       | 20. marec 2013–25. marec 2013    | DL      |
| Ministrstvo za izobraževanje, znanost in šport                     | Minister                  | Jernej Pikalo         |       | 20. marec 2013–13. julij 2014    | SD      |
| Ministrstvo za kulturo                                             | Minister                  | Uroš Grilc            |       | 20. marec 2013–13. julij 2014    | PS      |
| Ministrstvo za zdravje                                             | Minister                  | Tomaž Gantar          |       | 20. marec 2013–25. november 2013 | DeSUS   |
| Ministrstvo za obrambo                                             | Minister                  | Roman Jakič           |       | 20. marec 2013–13. julij 2014    | PS      |
| Urad Vlade Republike Slovenije za Slovence v zamejstvu in po svetu | Ministrica brez resorja   | Tina Komel            |       | 20. marec 2013–13. februar 2014  | PS      |
|                                                                    | Kabinet predsednice vlade |                       |       |                                  |         |
| Kabinet predsednika Vlade Republike Slovenije                      | Vodja kabineta            | Jernej Pavlič         |       | 20. marec 2013–13. julij 2014    | PS      |
| Kabinet predsednika Vlade Republike Slovenije                      | Državni sekretar          | Gašpar Gašpar - Mišič |       | 20. marec 2013–23. avgust 2013   | PS      |
| Kabinet predsednika Vlade Republike Slovenije                      | Državni sekretar          | Tamara Vonta          |       | 20. marec 2013–13. julij 2014    | PS      |
| Kabinet predsednika Vlade Republike Slovenije                      | Državni sekretar          | Dušan Kumer           |       | 20. marec 2013–13. julij 2014    | SD      |

## Interpelacije
| Datum interpelacije | Interpelirani minister                                    | Predlagatelj                    | Razlog interpelacije                                                                                              | Rezultat | Rezultat | Rezultat | Rezultat      | Podpora strank    | Podpora strank                    | Podpora strank |        |
| Datum interpelacije | Interpelirani minister                                    | Predlagatelj                    | Razlog interpelacije                                                                                              | ZA       | PROTI    | VZDRŽANI | Izid          | PODPRLE           | NASPROTOVALE                      | VZDRŽANE       |        |
| ------------------- | --------------------------------------------------------- | ------------------------------- | --- | -------- | -------- | -------- | ------------- | ----------------- | --------------------------------- | -------------- | ------ |
| 1. oktober 2013     | Uroš Čufer minister za finance                            | SDS                             | Škodovanje javnim financam                                                                                        | 28       | 48       | 1        | neizglasovana | - SDS - NSi - SLS | - PS - DL - DeSUS - SD - manjšini |                | [ 13 ] |
| 13. december 2013   | Gregor Virant minister za notranje zadeve in javno upravo | NSi                             | Ukinjanje občin, odškodnine izbrisanim, popusti pri nakupu letalskih vozovnic,                                    | 36       | 47       | 2        | neizglasovana | - SDS - NSi - SLS | - PS - DL - DeSUS - SD            | - manjšini     | [ 14 ] |
| 11. december 2013   | Samo Omerzel minister za infrastrukturo in prostor        | NSi, SDS                        | Nepravilnosti na področju avtošol, kadrovanje, zavajanja o lastnem podjetju, ignoriranje ukrepov vlade glede TEŠ. | 28       | 47       |          | neizglasovana | - SDS - NSi - SLS | - PS - DL - DeSUS - SD            |                | [ 15 ] |
| 5. februar 2014     | Jernej Pikalo minister za izobraževanje, znanost in šport | SDS                             | Nepravilnosti pri javnem razpisu Formalne oblike izobraževanja za državljanstvo v multikulturni družbi.           | 30       | 43       |          | neizglasovana | - SDS - NSi - SLS | - PS - DL - DeSUS - SD            |                | [ 16 ] |
| 4. april 2014       | Gregor Virant minister za notranje zadeve in javno upravo | Ivan Vogrin, nepovezan poslanec | Politično kadrovanje, dvojna merila in soodgovornost pri sistemski korupciji.                                     | 39       | 23       |          | neizglasovana | - SDS - NSi - SLS | - DL - DeSUS - SD                 |                | [ 18 ] |